# Новый Азов
Новый Азов (укр. Новий Азов) — село в Генической городской общине Генического района Херсонской области Украины.
Население по переписи 2001 года составляло 177 человек. Почтовый индекс — 75543. Телефонный код — 5534. Код КОАТУУ — 6522182503.

## Местный совет
75542, Херсонская обл., Генический р-н, с. Озеряны, ул. Ленина, 61

## Топографические карты
- Лист карты L-36-71 Новый  Азов. Масштаб: 1 : 100 000. Состояние местности на 1987 год. Издание 1990 г.